# 盖如垠
盖如垠（1953年3月—），男，辽宁东港人，中华人民共和国政治人物。东北大学工商管理学院管理工程专业在职研究生毕业，工学硕士，工程师。曾任中共黑龙江省委常委、中共哈尔滨市委书记。

## 生平
1970年9月参加工作，任辽宁省沈阳气压机厂工人、车间副指导员。1973年6月加入中国共产党。1974年4月，任共青团辽宁省沈阳市委工作人员。1975年1月，任共青团辽宁省沈阳市委常委、学校部部长。
1978年9月至1979年4月，辽宁省沈阳市工业安装公司党委办公室副主任。1979年4月，辽宁广播电视大学机械专业学生。1982年7月，辽宁省沈阳市工业安装公司一队副队长。1983年4月，一处副主任；1984年8月，一处主任；1984年9月，公司党委书记、副经理；
1989年11月，共青团辽宁省沈阳市委书记。1992年12月，辽宁省沈阳国际经济技术合作公司副总经理。1993年8月，中共辽中县委书记。1996年1月，沈阳市人民政府市长助理。1998年1月，沈阳市副市长。
1998年12月，哈尔滨市人民政府副市长。2002年10月，中共大庆市委副书记、市长。2004年10月，中共大庆市委书记。2007年4月，中共黑龙江省委常委、大庆市委书记。2008年1月，中共黑龙江省委常委、副省长。2009年8月，中共黑龙江省委常委、中共哈尔滨市委委员、常委、书记；2012年1月，中共黑龙江省委常委；2012年5月，黑龙江省人大常委会党组书记；2013年1月，黑龙江省人大常委会副主任、党组书记。

### 落马
2015年12月8日，因涉嫌严重违纪，接受组织调查。他是中共十八大后黑龙江省第三位落马的省部级官员。据《法制晚报》报道，2014年9月，盖如垠曾因主政哈尔滨期间的“失地补偿”问题遭到哈尔滨市道外区民主镇新立村和光明村村民的联名举报。举报信称，2010年，市长盖如垠、民主乡书记黄某等领导强行按每平米38.5元低价将8300亩土地收购。转手出卖给国家每平米148元。从中谋利。举报信还称，2011年8月8日上午，在农户毫不知情的情况下，雇佣黑社会上千余人，手持砍刀、铁锹等凶器，到农田里恶意毁坏青苗。这一行为激怒村民，双方发生激烈的殴斗，造成两死一伤。另外，2015年12月28日，据《新京报》报道，挂职于哈尔滨市建委的盖如垠之子盖阔（原名盖宝华）因插手工程建设、利用其父职权牟利，亦被带走调查。因涉嫌严重违纪，2015年12月18日，黑龙江省第十二届人大常委会第二十三次会议决定接受其辞去第十二届全国人民代表大会代表职务。2016年2月3日，被开除党籍、公职。
2017年4月13日，天津市第一中级人民法院一审宣判盖如垠犯受贿罪（2303.6萬餘元），判处有期徒刑14年，并处罚金人民币200万元；对盖如垠受贿所得财物及其孳息予以追缴，上缴国库。